# こころぴょんぴょん
「こころぴょんぴょん」は、アニメ『ご注文はうさぎですか?』のオープニングテーマであるPetit Rabbit'sの楽曲「Daydream café」に登場する一節で、後にインターネット・ミームと化した言葉。本項目では、このフレーズから派生した「あぁ^〜心がぴょんぴょんするんじゃぁ^〜」についても記述する。

## 概要
楽曲「Daydream café」を聞いたファンが、その中に登場する1フレーズを元に「あぁ^〜心がぴょんぴょんするんじゃぁ^〜」という言葉を生み出した。
アニメ流行語大賞2014では、「こころぴょんぴょん/あぁ^〜心がぴょんぴょんするんじゃぁ^〜」が4位に選出された。ニコニコニュースに掲載された、2017年11月の『ご注文はうさぎですか?』一挙放送での弾幕ランキングでは、「あぁ^〜心がぴょんぴょんするんじゃぁ^〜」が2位に輝いている。
作詞・作曲家の田淵智也は、「こころぴょんぴょん」などの言葉が流行った経緯として、コメントで単語的に面白い言葉を弾幕風に流す文化などが影響していると分析している。

## 影響

### ご注文はうさぎですか?関連への影響
『ご注文はうさぎですか?』関連の記事や一番くじなどでは「こころぴょんぴょん」などの文言が入っているものが多く見られる。
また、ガジェット通信アニメ流行語大賞2015では、『ご注文はうさぎですか?』の第2期『ご注文はうさぎですか??』のオープニングテーマであった「ノーポイッ!」になぞらえた言葉「あぁ^〜心がぽいぽいするんじゃぁ^〜」が当時の上位ワードに入っている。しかし、第3期『ご注文はうさぎですか? BLOOM』のオープニングテーマ「天空カフェテリア」での「あぁ^〜心がダンスダンスするんじゃぁ^〜」はアニメ流行語大賞2020へのノミネートを逃した。
イベント「ニコニコ超会議2015」では、「あぁ^〜心がぴょんぴょんするんじゃぁ^〜」という名前のブースイベントが開かれ、ランニングバンジーをクリアすれば、オリジナル抱き枕をゲットできるという催しが行われた。
dアニメストアは、アニメ『ご注文はうさぎですか??』とコラボしたブラウザゲーム『心がぴょんぴょんするッター』をリリースしている。
番組サイドも「こころぴょんぴょん」という語の流行について認知しており、YouTubeにあるインターネットラジオ番組『ご注文はラジオですか? BLOOM』では「こころぴょんぴょん」を含む「ふつおた」が読み上げられているほか、派生語とみられる「ぴょんばんは」もしくは「ぴょんばんわ」（「こんにちは」の意）を含む「ふつおた」が読み上げられるなどしている。

### その他への影響
2020年東京オリンピックにおいてアーチェリー男子団体で銅メダルを獲得した古川高晴は、メダル獲得後に「（メダルは）重いが、心はぴょんぴょん跳ねている感じ」などとコメントした。これに対して、ネット上では「心がぴょんぴょん」というフレーズから、楽曲「Daydream café」やネットスラング「こころぴょんぴょん」「あぁ^〜心がぴょんぴょんするんじゃ^〜」などを思い起こす人による反響も多く寄せられた。